# Plni energie
Plni energie je druhé album ostravské heavymetalové skupiny Citron z roku 1986. Toto album se stalo první metalovou deskou v tehdejším Československu. Materiál byl nahrán v červenci a srpnu 1985 v pražském studiu Mozarteum, poté smíchán ve spolupráci s firmou Musikprodukt - Horus Sound Studio, Hannover. Hudební nakladatelství Supraphon album uvedlo na trh o rok později. Hudba a texty ve většině pochází ze spolupráce celé skupiny, jen v jednom případě se podílel jako textař Zbyšek Malý. Na hudební režii se podíleli Květoslav Rohleder, Jan Spálený a Jan Svatoš. Zvukovou režii zastávali Pavel Kramarz, Karel Hodr a František Řebíček.

## Seznam skladeb
1. Ocelové město- 4:50
2. Rock, Rock, Rock - 3:43
3. Věčný cizinec - 3:43
4. Vzpomínky - 5:00
5. Nechoď dál - 4:06
6. Už víme svý - 2:46
7. Dej mi s tím pokoj - 3:43
8. Zahradní slavnost - 4:50
9. Plní energie - 6:00
10. Všední nevšední - 4:12

## Sestava
- Radim Pařízek - bicí nástroje a zpěv
- Stanislav Hranický - sólový zpěv
- Jaroslav Bartoň - kytara
- Jindřich Kvita - kytara a zpěv
- Václav Vlasák - baskytara
- Sláva Kunst - akordeon (1)